# 池田あきこ
池田 あきこ（いけだ あきこ、1950年 - ）は、日本の絵本作家。本名：池田 晶子（読み同じ）。株式会社わちふぃーるど代表取締役。東京都武蔵野市の吉祥寺周辺に生まれる。青山学院短期大学国文科卒業。
架空の世界「わちふぃーるど」に住む猫のダヤンの物語で知られる。わちふぃーるどの世界を感じられる山梨県南都留郡富士河口湖町の河口湖湖畔に建つ「河口湖木の花美術館」がある。

## 河口湖木ノ花美術館

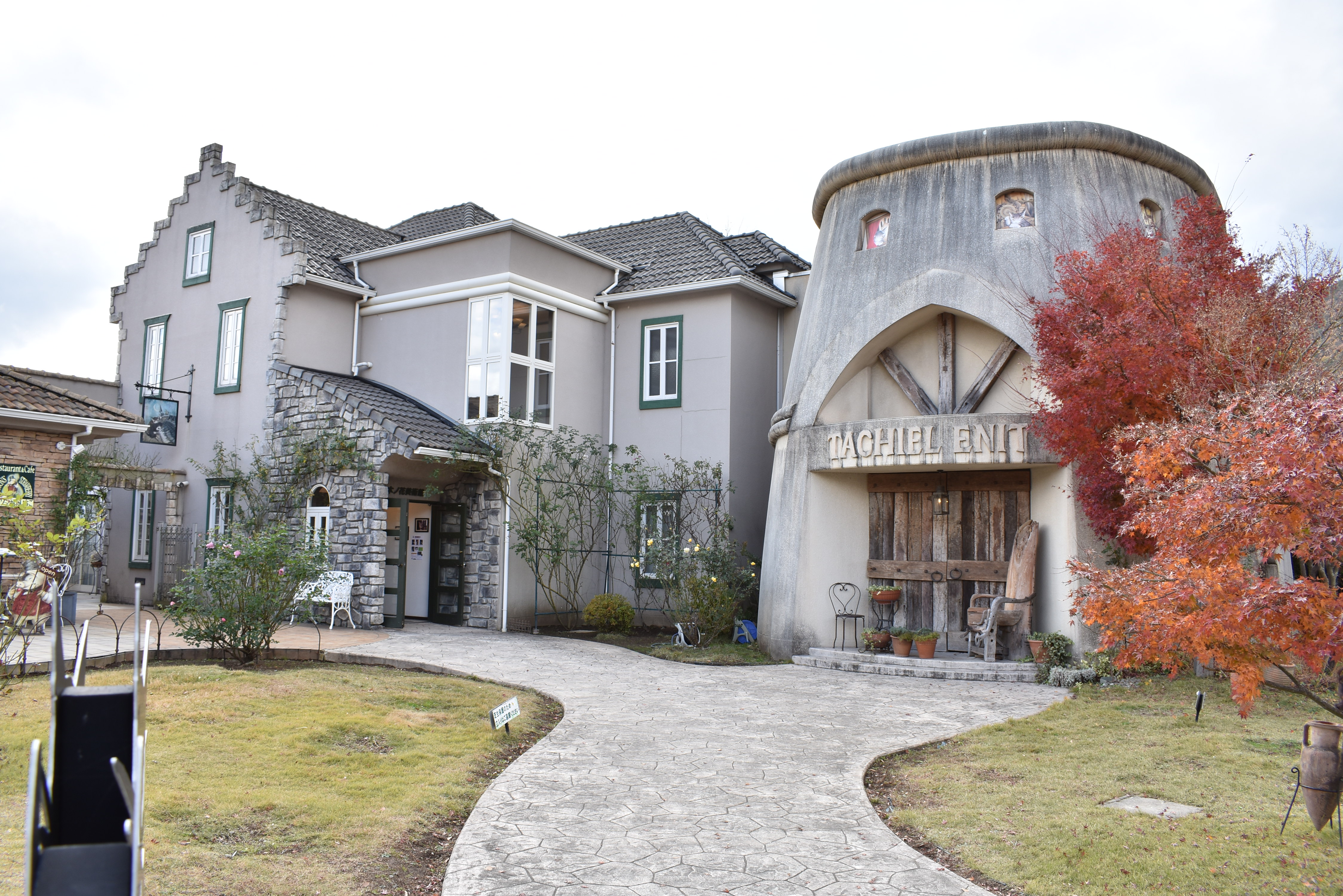
河口湖木ノ花美術館

山梨県の富士五湖の一つ河口湖の湖畔に建つ河口湖木ノ花美術館は、わちふぃーるどの世界のダヤンの住む町タシルの街にあるタシールエニット博物館を模して建てられた。わちふぃーるどの不思議な世界を、五感で楽しむ美術館。
- アクセス
  - 富士急行線河口湖駅からレトロバス10分→河口湖木ノ花美術館前・猿まわし劇場前下車
  - 中央自動車道河口湖ICより国道138号→河口湖大橋経由→河口湖方面へ10分
- 開館時間
  - 3月-11月 午前9時〜午後5時
  - 12月-2月 午前10時〜午後4時

## 主な出版物

### 絵本
- 『ダヤンのたんじょうび』
- 『イワン、はじめてのたび』
- 『マーシィとおとうさん』
- 『マージョリーノエルがやってきた』
- 『魔女がひろった赤ん坊』
- 『ダヤンのおいしいゆめ』
- 『チビクロ・パーティ』
- 『なまずの駄菓子屋』
- 『ヨールカの白いお客さん』
- 『ダヤン、ふたたび赤ちゃんになる』
- 『猫の島のなまけものの木』
- 『雨の木曜パーティ』
- 『ダヤンと風こぞう』
- 『ダヤンのフールスディ』
- 『ダヤンのおいしいゆめ』
- 『チビクロ・パーティ』

### 画集・絵物語
- 『トリポカの謎』
- 『ダヤンの小さなおはなし』
- 『ダヤンと銀の道』（以上、白泉社）

- 『ダヤンの塗り絵』（MPC）

- 『ダヤン、シームはどこ』
- 『わちふぃーるどの祭り詩』
- 『サウス風物詩』
- 『タシルの街とフォーンの森』
- 『タシールエニット博物館』ISBN 978-4593592425河口湖木ノ花美術館のモデルになった。（以上、ほるぷ出版）

### 小説
- 『ダヤン、わちふぃーるどへ』
- 『ダヤンとジタン』
- 『ダヤンと時の魔法』
- 『ダヤンとタシルの王子』
- 『ダヤンとハロウィーンの戦い』
- 『ダヤンと王の塔』
- 『ダヤン、タシルに帰る』

### エッセイ等
- ダヤンのスケッチ紀行『モロッコへ行こう』
- ダヤンのスケッチ紀行『英国とアイルランドの田舎へ行こう』
- ダヤンのスケッチ紀行『イタリアへ行こう』
- ダヤンのスケッチ紀行『ドイツの古城とライン川を行こう』
- 『ダヤンのパステル教室』MPC1995年ISBN 978-4871971867
- 『蓼科日記』中央公論社 2001年ISBN 978-4120031380
- 『ダヤンのお祭りの本』中央公論新社2004年 ISBN 978-4120035562

### 原作
- ヨーヨーの猫つまみ（アニメ原作、1992年）